# Mladen Prskalo
Mladen Prskalo (Labin, 16. lipnja 1968.) je hrvatski rukometaš. 
Za seniorsku reprezentaciju igrao je na Mediteranskim igrama 1997. godine.